# Kevin Eastman
Kevin Eastman (Portland, 30 de maio de 1962) é o criador das Tartarugas Ninja em parceria com Peter Laird.
Depois de frequentar por pouco tempo a Escola de Arte de Portland e a Universidade de Southern Maine, ele continuou seus estudos artísticos como freelancer, ilustrando e frequentando aulas à noite.
Escrevendo e desenhando histórias para as revistas Comix Wave e Goodies, ele conheceu Peter Laird no outono de 1982. Descobrindo uma paixão mútua pela arte das histórias gráficas (e por Jack Kirby), Kevin e Peter trabalharam em alguns pequenos projetos antes de fundar o Mirage Estudios, no outono de 1983. Foi lá que, alguns meses depois, enquanto trabalhavam em sua primeira criação, O Fugitóide, que Kevin fez um rascunho daquilo que juntos, eles transformariam num dos maiores fenômenos comerciais da história: As Tartarugas Ninjas.